# Anser cygnoides

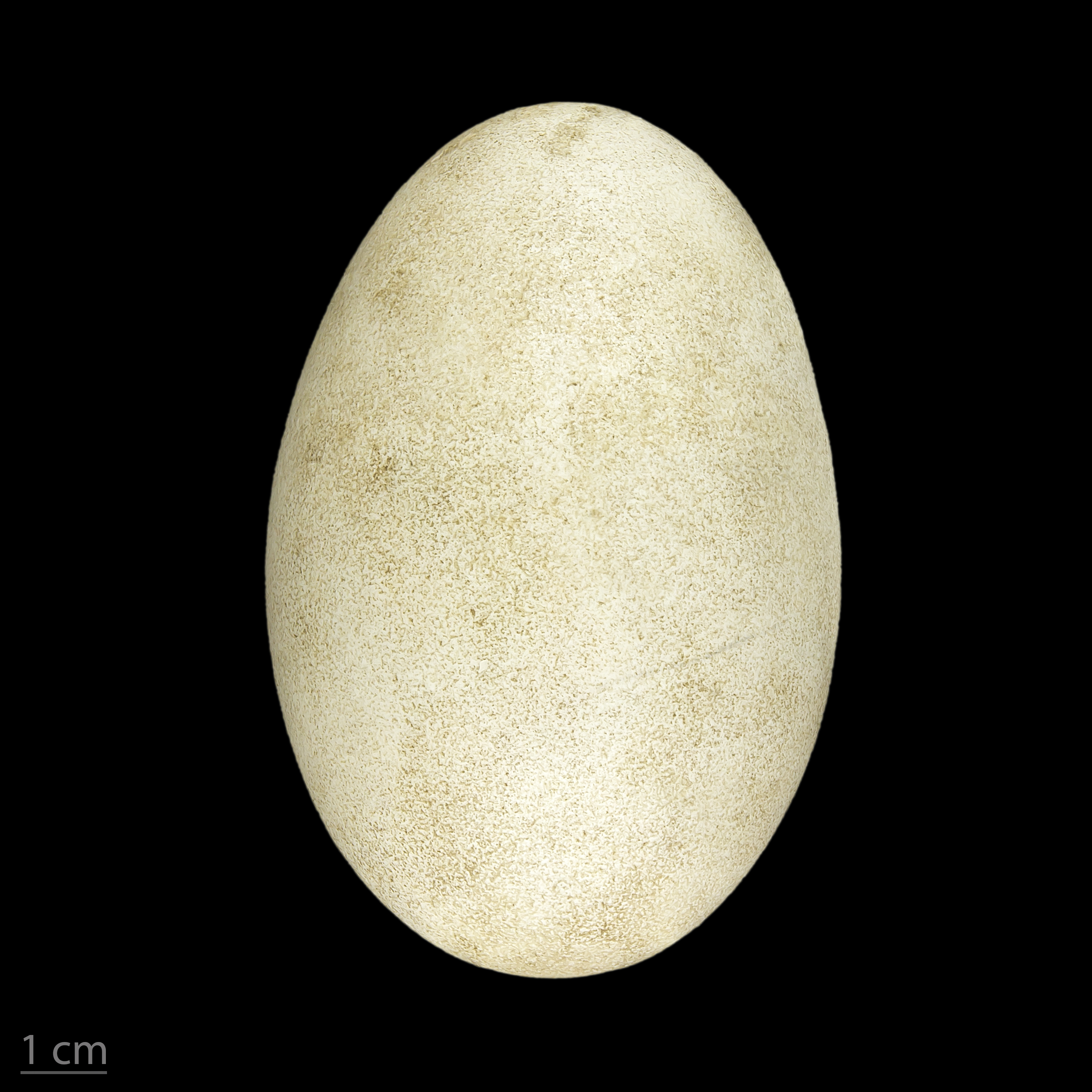
Anser cygnoides - MHNT

El ánsar cisnal, ánsar cisne o ganso cisne (Anser cygnoides) es una especie de ave anseriforme de la familia Anatidae propia de Asia Oriental. Los adultos suelen pesar de 2,8 a 3,5 kg.

## Distribución
Es natural de Asia oriental. En el verano cría al sur de Siberia, viajando hacia el sur para invernar en Corea y al norte de China.

## Hábitat
Normalmente habita en lugares cercanos al agua, como ríos o lagos y en bosques de poca vegetación. Es bastante posible verlo en las típicas estepas de su distribución. Los jóvenes recurren a lugares totalmente distintos, a ciénagas, pantanos o lugares parecidos. Estos son lugares situados entre Asia Central y China.

## Reproducción
La hembra pone de cinco a ocho huevos. La madre los incuba unos 28 días. El macho permanece cerca y defiende al nido y a sus crías.